# ピアノソナタK.545
ピアノソナタ ハ長調 K. 545 は、ヴォルフガング・アマデウス・モーツァルトが作曲したピアノソナタ。旧モーツァルト全集では第15番、新モーツァルト全集では第16番とされる。

## 概要

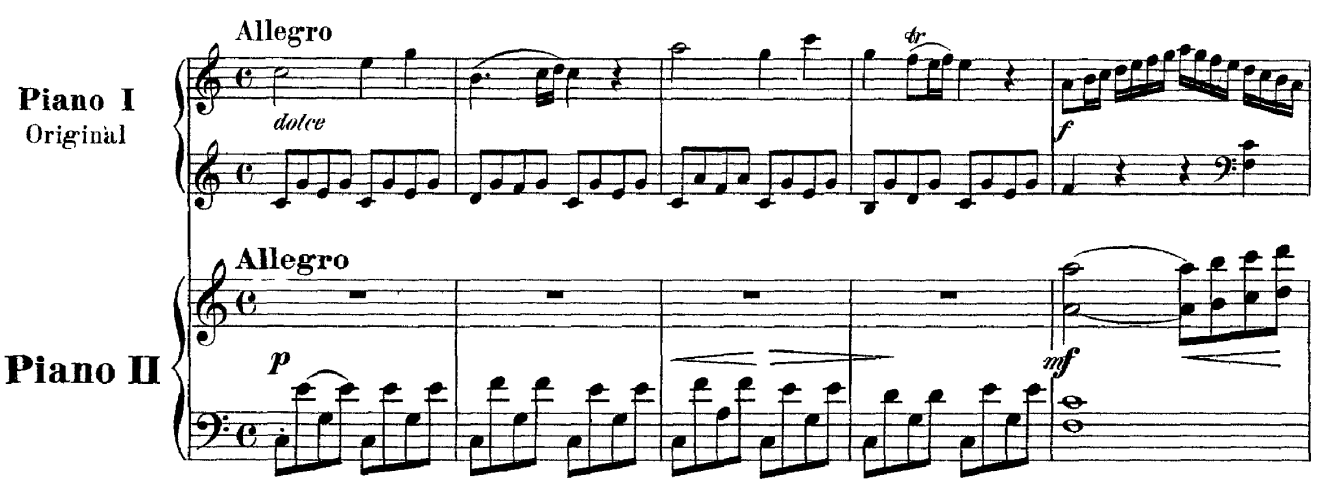
グリーグによる2台ピアノ版の冒頭部分

このピアノソナタは、モーツァルトが自作の作品目録に1788年6月26日の日付とともに「初心者のための小さなソナタ」と記しており、ソナタアルバムやソナチネアルバムにも収められていることから、ピアノ学習者にはおなじみの曲となっている。
また、ノルウェーの作曲家エドヴァルド・グリーグによる2台のピアノのための編曲もある。

## 曲の構成
- 第1楽章 アレグロ
ハ長調、4分の4拍子、ソナタ形式。
お使いのブラウザーでは、音声再生がサポートされていません。音声ファイルをダウンロードをお試しください。
展開部はト短調で始まって小結尾の動機を執拗に展開し（この書法は同年に書かれたピアノ協奏曲第26番『戴冠式』などの晩年の作品で見られる）、再現部は下属調であるヘ長調で始まる。この調性配置は作曲技術として興味深く、後にシューベルトが『5つのピアノ曲（ピアノソナタ第3番 ホ長調）D 459』で採用している。
- 第2楽章 アンダンテ
ト長調、4分の3拍子、複合三部形式。
お使いのブラウザーでは、音声再生がサポートされていません。音声ファイルをダウンロードをお試しください。
- 第3楽章 ロンド：アレグレット
ハ長調、4分の2拍子、ロンド形式。
お使いのブラウザーでは、音声再生がサポートされていません。音声ファイルをダウンロードをお試しください。
前楽章とは対照的に、元気よく、はねるように奏する。ちなみに、この楽章は1799年に、ブライトコプフ・ウント・ヘルテルにより移調した上でヴァイオリンソナタの断章と合わせた形で『ピアノソナタ ヘ長調 K. 547a』として出版されている。